# Iwuy Communal Cemetery
Iwuy Communal Cemetery is een Britse militaire begraafplaats gelegen in de Franse plaats Iwuy (Noorderdepartement). De begraafplaats wordt onderhouden door de Commonwealth War Graves Commission.
De begraafplaats telt 132 geïdentificeerde Gemenebest graven waarvan 131 WW1 en one van gesneuvelden uit de Tweede Wereldoorlog.